# Le Chemin de papa
Singles de Joe Dassin
Le Petit Pain au chocolat
(1968) C'est la vie, Lily / Billy le Bordelais
(1969)
Le Chemin de papa est une chanson de Joe Dassin  (paroles de Pierre Delanoë) qui était la première piste de la première face de son album de 1969 Joe Dassin (Les Champs-Élysées).
Elle est également sortie en 1969 en simple avec la chanson Les Champs-Élysées sur l'autre face. Le simple s'est classé 4e en Belgique francophone,.

## Liste des pistes
Simple 45 tours (CBS 4281)
1. Le chemin de papa (2:22)
2. Les Champs-Élysées (2:40)

## Classements
| Classement (1969)                       | Meilleure position |
| --------------------------------------- | ------------------ |
| Belgique (Wallonie Ultratop 50 Singles) | 4                  |